# Сбербанк страхование жизни
ООО СК «Сбербанк страхование жизни» — российская компания по страхованию жизни, на 100% дочернее предприятие ПАО «Сбербанк». Включена Банком России в список системно значимых страховых компаний. Регистрационный номер в едином государственном реестре субъектов страхового дела (ЕГРССД) — 3692.

## История
2012 : В январе Сбербанк закрывает сделку по покупке компании по страхованию жизни «Альянс Лайф» (входившую в группу Allianz). В сентябре компания получает новое название «Сбербанк страхование» и выводит на рынок первый страховой продукт. проходит анонс новой страховой компании и выхода Сбербанка на рынок страхования жизни. Генеральным директором новой компании становится Максим Чернин. В августе патентуется товарный знак «Сбербанк Страхование». Осенью компания получила новую лицензию ФСФР и приступила к продаже страховых полисов накопительного и инвестиционного страхования жизни.
2014 : Компания переименована в ООО Страховая компания «Сбербанк страхование жизни», а название ООО СК «Сбербанк страхование» было передано дочерней компании «Сбербанка», занимающейся имущественным страхованием(регномер в ЕГРССД — 4331). В 2014 году «Сбербанк страхование жизни» занял первое место по сборам страховых премий среди компаний по страхованию жизни, которое удерживает все годы (по состоянию на 2022 год).
2015 : Банк России включил компанию в список системно значимых страховых организаций.
2016 : Компания вошла в пятёрку крупнейших страховщиков России и остаётся в ней по настоящее время (по состоянию на 2022 год).
2018 : На фоне чувствительной просадки рынка инвестиционного страхования жизни (ИСЖ) (страхователи, столкнувшиеся с низкой реальной доходностью по полисам ИСЖ, составлявших основу портфеля компании, стали массово отказываться от пролонгации таких договоров) у компании заметно снизились сборы по ИСЖ. В этом же году компания занимает первое место по сборам страховых премий среди всех страховых компаний РФ.
2021 : Компания занимает второе место по сборам страховых премий среди всех страховых компаний России.
2024 : Компания запустила программу почасового страхования.  

## Деятельность
15 января 2020 года компании были выданы новые лицензии Банка России СЛ № 3692 на личное страхование и СЖ № 3692 на страхование жизни.
Уставный капитал на начало 2021 года — 450 млн руб.
Сбербанк страхование жизни работает в сегменте банкострахования — все его страховые продукты продаются через офисы банков-партнёрв (львиная доля — через офисы Сбербанка). Одновременно с этим компания развивает онлайн-продажи через мобильное приложение «Сбербанк Онлайн».
Основные виды страхования:
- добровольное страхование жизни заемщиков (включая риск временной нетрудоспособности и с добавлением сервисов телемедицины);
- долгосрочное накопительное страхование жизни;
- инвестиционное страхование жизни.

### Показатели деятельности
В 2021 году компания «Сбербанк страхование жизни» собрала около 155,7 млрд руб страховых премий, в 2020—106 млрд руб (24,4 % от общих сборов по страхованию жизни в РФ). Выплаты в 2021 превысили 82,9 млрд руб (28,5 % от совокупных выплат по страхованию жизни в РФ), в 2020 году — 46,7 млрд руб (22,9 %).
Чистая прибыль по итогам 2021 года составила 25,7 млрд руб, в 2020 году — 23,7 млрд руб. В 2021 году компанией было заключено 2,4 млн договоров страхования (в 2020 — 1,9 млн), на конец 2020 года у компании было около 3,3 млн действующих договоров.
| Год  | Новые договоры страхования, тыс.шт | Страховые премии, млн.руб | Страховые выплаты, млн.руб | Активы, млн.руб | Чистая прибыль, млн.руб |
| ---- | ---------------------------------- | ------------------------- | -------------------------- | --------------- | ----------------------- |
| 2021 | ▲ ~2 400                           | ▲~155 700                 | ▲~82 900                   | н.д.            | ▲~ 25 700               |
| 2020 | ▼1 862,1                           | ▼106 096,5                | ▲47 133,6                  | ▲566 781,6      | ▼25 110,7               |
| 2019 | ▼2 794,7                           | ▼153 419,1                | ▲37 608,8                  | ▲491 652,9      | ▲25 994,2               |
| 2018 | 2 883,3                            | ▲181 515,9                | ▲13 621,9                  | ▲362 694,2      | ▲19 325,4               |
| 2017 | н.д.                               | ▲102 075,5                | ▲5 277,3                   | ▲230 460,1      | ▲12 526,1               |
| 2016 | ▲1 285,1                           | ▲65 493,4                 | ▲4 005,8                   | ▲129 441,7      | ▲9 109,4                |
| 2015 | ▲782,4                             | ▲44 041,7                 | ▲2 543,4                   | ▲78 800,4       | ▲6 668,6                |
| 2014 | 636,4                              | 36 487,8                  | 514,6                      | 40 174,3        | 1 490,1                 |

### Рейтинги
Рейтинговое агентство «Эксперт РА» в 2014 году присвоило компании рейтинг «А++», прогноз «стабильный». В 2017 рейтинг был заменён на ruAAA и ежегодно подтверждается на этом уровне (2018-2025).
В мае 2014 года «Эксперт РА» присвоило «Сбербанк страхование жизни» рейтинг привлекательности работодателя «А.hr» и затем его подтверждало в 2015 и 2016 годах. В мае 2017 рейтинг был отозван в связи с его окончанием.
Кроме того, в ноябре 2022 года рейтинговое агентство «Эксперт РА» присвоило компании рейтинг устойчивого развития «ESG-III(a)» (прогноз = «позитивный»). В 2023 году рейтинг был отозван.

## Собственники и руководство
ООО СК «Сбербанк страхование жизни» на 100 % принадлежит ПАО «Сбербанк России».

### Руководители
С 2012 по 2022 год в компании сменилось 5 генеральных директоров. В настоящее время генеральным директором является Игорь Кобзарь.
| Должность                    | ФИО                         | Начало полномочий | Прежняя должность                                                                   | Окончание полномочий | Следующая должность                                                | Источники                   |
| ---------------------------- | --------------------------- | ----------------- | ----------------------------------------------------------------------------------- | -------------------- | ------------------------------------------------------------------ | --------------------------- |
| Генеральный директор         | Кобзарь, Игорь Викторович   | Октябрь 2020      | Генеральный директор УК БКС                                                         | по н.в.              |                                                                    | [ 41 ] [ 42 ]               |
| Генеральный директор         | Леоненко, Алексей Иванович  | Март 2019 года    | Заместитель председателя правления СК «Согаз»                                       | Октябрь 2020         |                                                                    | [ 42 ] [ 43 ] [ 44 ] [ 45 ] |
| И. о. генерального директора | Дубровин, Виктор Викторович | Октябрь 2018 года | Заместитель генерального директора СК «Сбербанк страхование жизни»                  | Март 2019 года       | Вице-президент Всероссийского союза страховщиков                   | [ 46 ] [ 47 ] [ 48 ]        |
| Генеральный директор         | Руденко, Алексей Викторович | Март 2017 года    | Заместитель председателя, член правления Федерального фонда социального страхования | Сентябрь 2018        | Генеральный директор СК Росгосстрах Жизнь                          | [ 49 ] [ 50 ] [ 51 ]        |
| И. о. генерального директора | Дубровин, Виктор Викторович | Октябрь 2016 года | Заместитель генерального директора СК «Сбербанк страхование жизни»                  | Март 2017 года       | Заместитель генерального директора СК «Сбербанк страхование жизни» | [ 52 ]                      |
| Генеральный директор         | Чернин, Максим Борисович    | Апрель 2012 года  | Генеральный директор страховой компании «Альянс РОСНО Жизнь»                        | Март 2017 года       | Председатель совета директоров «Доктор рядом»                      | [ 53 ] [ 54 ] [ 55 ]        |